# 索斯比 (阿拉巴马州)
索斯比是美国阿拉巴马州下属的一座城市。面积约为5.13平方英里（约合13.29平方公里）。根据2010年美国人口普查，该市有人口1,980人，人口密度为385.96/平方英里（约合148.98/平方公里）。